# Aleksandr Borisovič Gradskij
Aleksandr Borisovič Gradskij, nato Fradkin (in russo Александр Борисович Градский (Фрадкин)? ; Kopejsk, 3 novembre 1949 – Mosca, 28 novembre 2021), è stato un cantante, compositore, polistrumentista e poeta sovietico e russo, insignito nel 1999 del titolo di Artista del popolo della Federazione Russa.

## Biografia
Nato nel 1949 nell'Oblast' di Čeljabinsk in una famiglia di origine moscovita, fece ritorno con i genitori nella capitale nel 1957. Il padre era l'ingegnere meccanico Boris Abramovič Fradkin (1926-2013). La madre, Tamara Pavlovna Gradskaja  (1929-1963), laureata all'Università di arti teatrali, influenzò significativamente lo sviluppo artistico del figlio, che ne assunse il cognome subito dopo la prematura morte. In quella fase Aleksandr Gradskij visse per qualche anno con la nonna a Rastorguevo, nel Leninskij rajon.
Nel 1965 fondò il terzo gruppo rock sovietico in ordine di tempo, gli Slavjane, e l'anno successivo divenne noto con il gruppo degli Schomorochi. Nello stesso periodo suonò anche con molte altre formazioni.

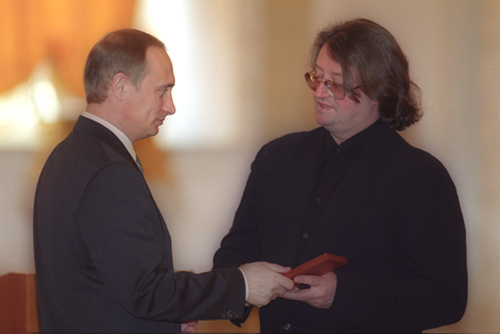
Vladimir Putin insignisce Gradskij del titolo di Artista del popolo della Federazione Russa (28 aprile 2000).

All'inizio degli anni settanta compose la colonna sonora e interpretò le parti vocali del film di Andrej Končalovskij Romans o vljublënnych. Il successo del film portò grandissima popolarità a Gradskij, che nel 1974 fu proclamato da Billboard "Stella dell'anno" «per l'eccezionale contributo alla musica mondiale».
Nello stesso anno completò gli studi presso la facoltà di musica da camera dell'Accademia musicale russa. Negli anni ottanta scrisse l'opera rock Stadion e la musica del primo balletto rock sovietico, Čelovek, ispirato al Libro della giungla di Rudyard Kipling.
Nel 1988 interpretò la parte dell'Astrologo nel Gallo d'oro di Rimskij-Korsakov al Teatro Bol'šoj, diretto da Evgenij Svetlanov.
Nel 2009 completò il musical rock Il Maestro e Margherita. Dal 2012 è stato fra i giudici del programma televisivo Golos.
Nella sua carriera autoriale ha scritto molte canzoni, composto varie opere rock e la colonna sonora di oltre 40 film e di alcune decine di documentari e cartoni animati.
Morì nel 2021 per complicazioni da Covid-19.